# Hinnerstorp (naturreservat)
Hinnerstorp är ett naturreservat i Norrköpings kommun i Östergötlands län.
Området är naturskyddat sedan 2012 och är 25 hektar stort. Reservatet omfattar mindre höjder med gammal hällmarkstallskog på dess toppar. I svackor mellan höjderna växer barrskogar, ofta som sumpskog dominerad av gran.